# 網絡先進用家會
網絡先進用家會（インターネット先進ユーザーの会、，略稱MIAU）是於2007年10月16日設立的日本非牟利組織，現希望於2008年可取得法人資格。MIAU表明設立組織並非對其他特定團體對抗，也不是網民的代表，而是代言人。

## 組織概要
在此之前，日本國内不存在如美國電子前哨基金會（Electronic Frontier Foundation）、英國開放權利團體（Open Rights Group）一類對著作權提議專門政策的團體。由文化審議會著作權分科會為始，於著作權、網絡關聯法律的修改議論中以權利持有人及業界團體的意向為優先，並沒有制止著作權的立法妨礙網絡上的言論自由、表現自由。而在利用網絡技術以擴大得益的立法則進展緩慢。2007年10月12日，私人錄音錄影小委員會發表中期報告，其中的下載違法化引起不少迴響。
MIAU的發起人認為網絡自由被過時著作權束縛，因而創立了主張網絡自由的團體「MIAU」。對上述現象，以網絡使用者的代言人的身分，收集希望「以應用資訊科技，去創造比現在更自由更幸福的社會」的人群的聲音，對贊同既有法律或制度的人群說明由新技術的自由帶來的利益與幸福。
MIAU設立後的目標：
1. 表明反對從違法網站下載內容的違法化；
2. 表明反對單次複製（Copy Once）及燒錄10（ダビング10）的技術；
3. 表明反對延長著作權保護期間；
4. 並支援網民對以上三點的意見。

於10月18日在東京都内舉行的記者會中舉出上述數點，呼籲一般用家對文化審議會著作權分科會由10月16日至11月15日的公眾意見募集 （页面存档备份，存于）提出意見，並表示會支援該等意見。

## 主要發起人
- 小寺信良（專欄作家、AV、音響器材評論家）
- 白田秀彰（法政大學社會學部準教授）
- 津田大介（IT、音樂記者）
- 中川讓（電影專門學學院大學助教）

至2007年10月22日，全部以個人名參與，其他發起人：http://miau.jp/1192676340.phtml （页面存档备份，存于）